# Sincronia
La sincronia és la coincidència casual de dos o més successos que per a l'individu que els experimenta estan relacionats significativament però sense que pugui connectar-los mitjançant una causa i un efecte. Per exemple una persona explica que ha somiat amb un escarabat d'or i en aquell moment veu un escarabat al costat del peu. O pensar a trucar un vell amic amb qui fa temps que hom ha perdut contacte i que en aquell moment truqui l'amic.
Difereix de la mera coincidència pel fet que la sincronicitat implica no només una circumstància favorable, sinó també un patró subjacent expressat a través de successos o relacions significatius. Els successos o esdeveniments haurien de seguir un patró subjacent per satisfer totalment la definició de sincronia desenvolupada pel psicòleg suís Carl Jung.
Carl Jung va encunyar la paraula per a descriure el que ell va anomenar "coincidència temporal de fenòmens no relacionats causalment". Jung també s'hi va referir com un "principi de connexió acausal" (és a dir, un patró de connexió que no pot ésser explicat directament per la causalitat), "coincidència significativa" i "paral·lelisme acausal". Jung va introduir el concepte el 1952 al seu assaig Synchronicity — An Acausal Connecting Principle, tot i que havia treballat en el concepte durant prop de 30 anys.
Jung va considerar aquest principi comprès als seus conceptes d'arquetips i inconsciència col·lectiva, donat que descrivia una dinàmica governant subjacent a tota l'experiència i història humanes - social, emocional, psicològica i espiritual.
Jung creia que moltes experiències percebudes com a coincidències no estaven subjectes a l'atzar, sinó que suggerien una manifestació de fets o circumstàncies que reflectien aquesta dinàmica governant.
Una de les cites preferides de Jung sobre la Sincronicitat prové de Through the Looking-Glass de Lewis Carroll, en què la Reina Blanca diu a Alícia: "És una mena de memòria pobra que només funciona cap enrere".
Els successos que a primera vista semblen ser coincidents però que més tard es comprova que estan causalment relacionats s'anomenen incoicidents.

## Exemples
Un conegut exemple de sincronicitat és el fet real d'un escriptor francès, Émile Deschamps, qui en 1805 va ser convidat a púding de prunes pel desconegut Monsieur de Fontgibu. Deu anys més tard, va trobar pudding de prunes al menú d'un restaurant de París, i en va demanar, però el cambrer li va dir que l'últim que en quedava havia estat servit a un altre client, que va resultar ser de Fontgibu. Molts anys després, el 1832 Émile Deschamps estava sopant i li van tornar a oferir pudding de prunes. Va recordar l'anècdota i va explicar als seus amics que només hi faltava de Fontgibu i, tot seguit, el ja vell de Fortgibu va entrar a la sala.
Durant el rodatge de El màgic d'Oz, un abric adquirit a una botiga de segona mà per la disfressa del Profesor Marvel, va resultar més tard que havia pertangut a L. Frank Baum, autor original del llibre infantil en què es basava la pel·lícula.

## Estudi
Un estudi recent del Laboratori per la Recerca d'Anomalies a l'Enginyeria de Princeton, suggeria que hi ha una petita, però estadísticament mesurable, connexió entre el pensament humà i els patrons existents a les sèries de dades aleatòries. No existeixen evidències sobre si això és causat per individus que reconeixen desintencionadament patrons complexes i posteriorment adapten els seus pensament a un resultat conegut inconscientment o si el pensament de l'individu afecta realment als patrons aleatoris en una mena d'individuació. Els resultats d'aquest estudi no han estat replicats, i la seva metodologia està en dubte.
El laboratori va tancar al Febrer de 2007, després de 28 anys de recerca en les relacions i interaccions entre ment i matèria.

## Crítiques
A causa del fet que la teoria de la sincronicitat no es pot provar a partir del mètode científic, no és normalment considerada com a científica, sinó com a pseudocientífica o un exemple de pensament màgic. Sigui com sigui, és dubtós que el mateix Jung hagués considerat la teoria com científicament probable.
Una objecció més ampla relacionada amb la ciència (però no estrictament amb la seva falsabilitat) és que postular un mecanisme subjacent per a correlacions significativament interpretades és desenvolupar una explicació massa complicada pel fenomen que tracta (coincidència significativa), que pot ésser més fàcilment explicada com a mera coincidència. La proposta és que donada la vasta quantitat de fenòmens observats, i donat el nostre innat interès i atenció sobre les coincidències, és inevitable que aquests fenòmens acabin arribant. Per exemple: seria estrany que ningú hagués tingut mai enlloc tres experiències que involucrin el pudding de prunes i un determinat francès. Si això és cert, la teoria és resultat d'una manca de raonament abductiu.